# Фобос. Клуб страху
«Фобос» («Фобос. Клуб страху») - російський трилер Олега Асадуліна. Продюсерами фільму стали Федір Бондарчук і Дмитро Рудовский. Прем'єра фільму в  Росії відбулася 25 березня 2010 а. Слоган фільму - «Страх вбиває».

## Зміст
Дощовий літній вечір. У збудований в підвалі колишнього бомбосховища нічний клуб «Фобос» з'їжджаються молоді люди, у кожного на це є своя причина. Хлопці й дівчата з різних прошарків суспільства: хтось вчиться, хтось ледарює, хтось працює на будівництві, а хтось тринькає татові гроші. 
Спочатку зустріч не передрікає нічого поганого. Проте відбувається аварійне закриття дверей бомбосховища, і світло в приміщенні гасне. Мимовільні в'язні не усвідомлюють всієї небезпеки того, що сталося — вони жартують, лякають один одного, але незабаром з'ясовується, що їхні мобільні телефони поза зоною досяжності, а про свої наміри поїхати в клуб вони нікому не повідомили.

## Ролі
| Актор               | Роль      |
| ------------------- | --------- |
| Тимофій Каратаєв    | Олександр |
| Тетяна Космачева    | Юлія      |
| Олексій Воробйов    | Женя      |
| Петро Федоров       | Майк      |
| Агнія Кузнєцова     | Віка      |
| Рената Піотровський | Іра       |
| Петро Томашевський  | Роман     |

## Цікаві факти
- Офіційним приквелом до фільму є гра «Фобос 1953», розроблена студією Phantomery Interactive.
- Зйомки фільму проходили в Естонії.

## Знімальна група
- Режисер — Олег Асадулін
- Сценарист — Олександр Шевцов
- Продюсер — Федір Бондарчук, Дмитро Рудовський
- Композитор — DJ Грув